# جون أنديرس هالفورسن
جون أنديرس هالفورسن (بالنرويجية البوكمول: Jon Anders Halvorsen)‏ هو مغني نرويجي، ولد في 9 نوفمبر 1968 في Bjervamoen ‏ في النرويج.

## وصلات خارجية
- جون أنديرس هالفورسن على موقع ميوزك برينز (الإنجليزية)
- جون أنديرس هالفورسن على موقع أول ميوزيك (الإنجليزية)
- جون أنديرس هالفورسن على موقع ديسكوغز (الإنجليزية)